# کوزا-درزا

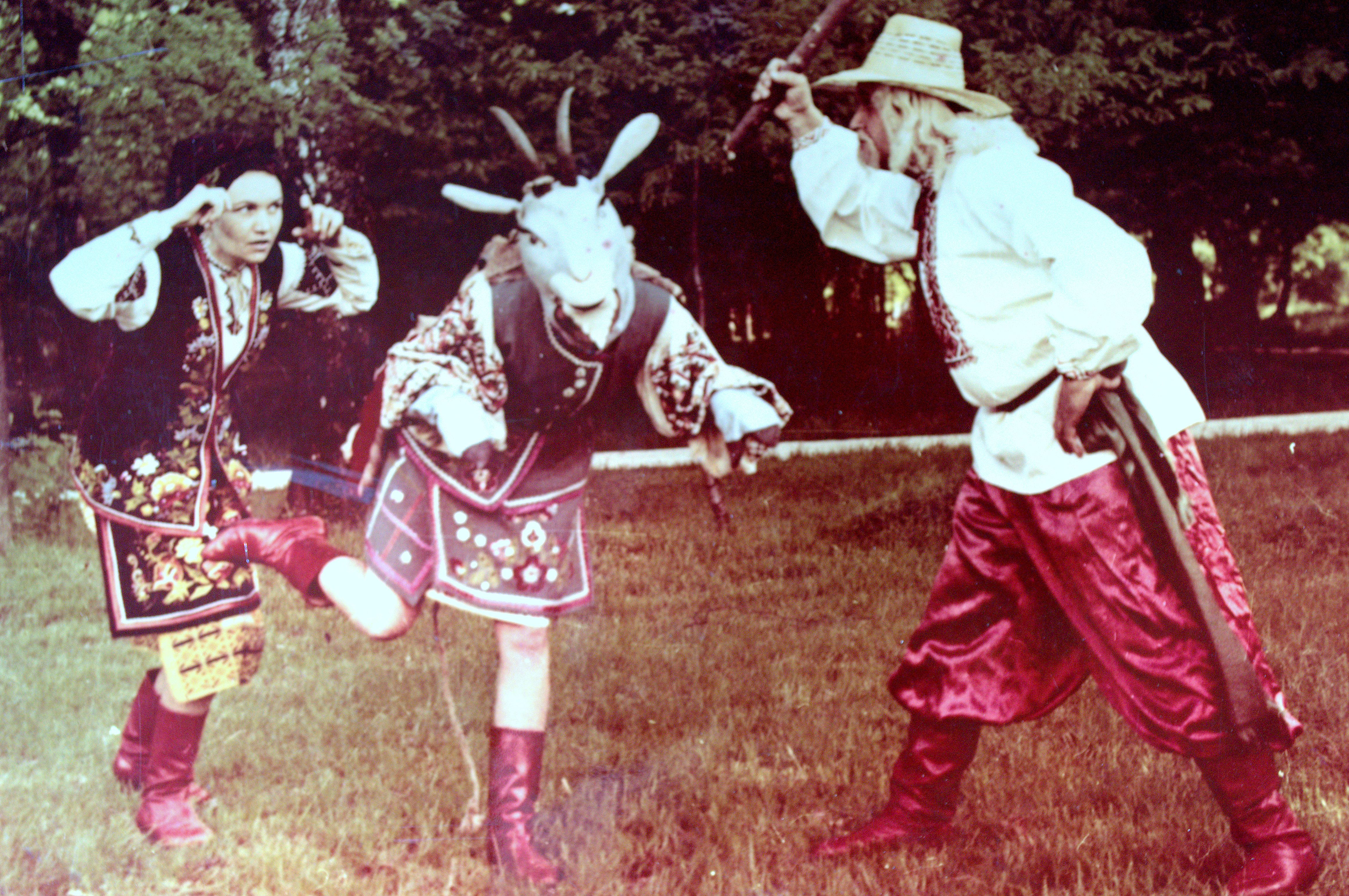
تولید اپرای کودکان توسط م. فاکس "درزا بز"

کوزا-درزا (به اوکراینی: Коза-дереза) اُپرایی برای کودکان در یک پرده، توسط آهنگساز اوکراینی، مایکولا لیسنکو است که در سال ۱۸۸۸ میلادی نوشته شد و اولین بار در سال ۱۸۹۰ میلادی در خانۀ لیسنکو در کی‌یف اجرا شد.

## مراجع عمومی
- ن. آندریوسکایا، «اُپراهای کودکان لیسنکو»، کی‌یف، ۱۹۶۲میلادی - ص. ۷۶ (زبان اوکراینی).
- کالینا، پتر چ.، «لیسنکو، مایکولا ویتالیویچ» [برخط]. برنو: دپارتمان موسیقی‌شناسی، دانشکدۀ هنر، دانشگاه ماساریک، تجدید نظر شده: ۲۰۰۹/۰۸/۰۱ [استناد: ۲۰۱۴/۰۳/۱۵]، آنلاین موجود است (زبان چکی).
- سولیم، آر. ای.، «اُپراهای کودکان از: مایکولا لیسنکو و سرنوشت صحنۀ آن‌ها»، مجلۀ آکادمی ملی موسیقی اوکراین (برخط) ۲۰۱۲، شماره: ۴، شماره: ۲ (۱۵)، ص. ۱۰۲ (زبان اوکراینی).
- سالپلاچتوا، زوزانا، «اُپرای کودکان مایکولا لیسنکا»، برنو: دپارتمان موسیقی‌شناسی، دانشکدۀ هنر، دانشگاه ماساریک، ۲۰۱۲ میلادی [استناد: ۲۰۱۴/۰۳/۲۲]، ۵۳ صفحه، پایان‌نامۀ کارشناسی، استاد راهنمای پایان‌نامه: پتر کالینا، ص ۳۸ (زبان چکی).